# Payne Durham
William Payne Durham (Suwanee, 15 giugno 2000) è un giocatore di football americano statunitense che milita nel ruolo di tight end per i Tampa Bay Buccaneers della National Football League (NFL).

## Carriera

### Tampa Bay Buccaneers
Al college Durham giocò a football all'Università Purdue. Fu scelto nel corso del quinto giro (171º assoluto) del Draft NFL 2023 dai Tampa Bay Buccaneers. Debuttò come professionista subentrando nella gara del quinto turno contro i Detroit Lions ricevendo un passaggio da 8 yard. La sua prima stagione si chiuse con 5 ricezioni per 58 yard in 13 presenze, 2 delle quali come titolare.